# Institut Néerlandais
Het Institut Néerlandais aan de rue de Lille in Parijs was een Nederlands instituut dat tot doel had de Nederlandse cultuur in Frankrijk uit te dragen.

## Geschiedenis
Het Institut Néerlandais werd in 1957 geopend. Het instituut kwam er onder invloed van Frits Lugt, die sinds het einde van de Tweede Wereldoorlog voor de oprichting van een cultureel instituut in Parijs ijverde. De officiële opening werd verricht op 11 januari van dat jaar door prins Bernhard. Het instituut was een van de oudste buitenlandse culturele centra in Parijs. In 2007 bestond het instituut 50 jaar hetgeen in aanwezigheid van koningin Beatrix werd gevierd.
Op 8 februari 2013 besloot de minister van Buitenlandse Zaken, Frans Timmermans  dat het instituut eind 2013 zou worden gesloten. Eerder vond de toenmalige minister van Buitenlandse Zaken Uri Rosenthal al dat het onderkomen aan de rue de Lille te duur was. In december 2013 hield het instituut op te bestaan.

## Organisatie
Bij het instituut waren 25 mensen werkzaam (2009). Directeur was Jeanne Wikler die per 1 augustus 2009 Rudi Wester opvolgde. Het instituut werkte vaak samen met andere instellingen. De belangrijkste partner was de stichting Fondation Custodia (eigenaresse van het pand waarin het instituut was ondergebracht), die de wereldbekende kunstverzameling van Frits Lugt beheert. Het instituut werd jaarlijks bezocht door 30.000 tot 50.000 geïnteresseerden. 

## Taken
Het instituut organiseerde tentoonstellingen, concerten, filmvoorstellingen, colloquia, lezingen, debatten en cursussen Nederlandse taal. Meer dan 500 Fransen leerden er jaarlijks Nederlands. Tegelijkertijd bood het instituut een podium voor de Nederlandse cultuur in Frankrijk en functioneerde het als een ontmoetingsplaats tussen Fransen en Nederlanders. Daarnaast bemiddelde het tussen Franse en Nederlandse culturele instellingen en kunstenaars. Het initieerde ook zelf evenementen en projecten en verstrekte regelmatig opdrachten aan kunstenaars en curatoren.